# Jabón de Nablus

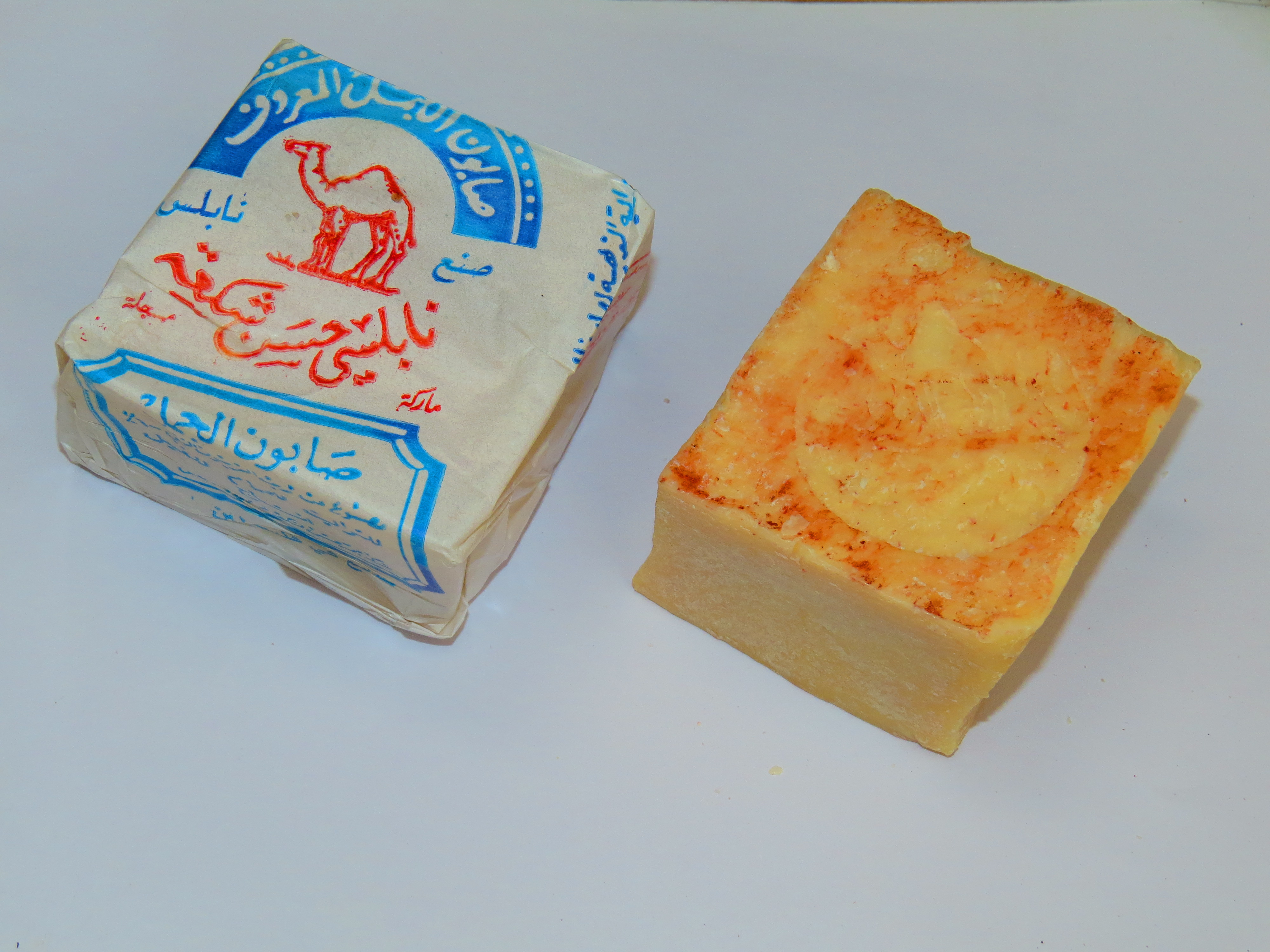
La fábrica de jabón Hassan Shakaa produce dos barras de jabón Nabulsi, cuya marca "Al-Jamal" es una de las más famosas de la industria del jabón Nabulsi.

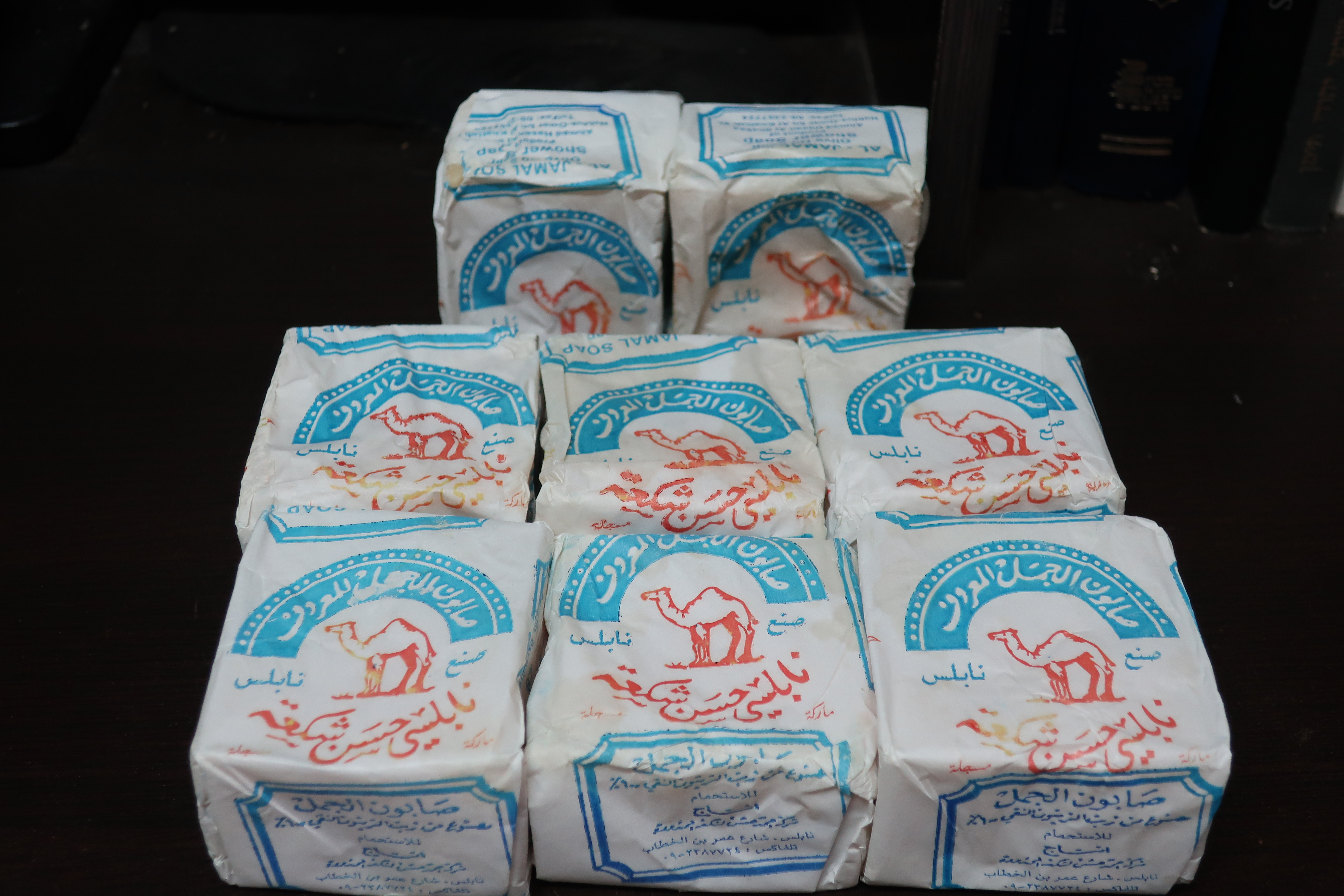
Pastillas envueltas de jabón Nabulsi.

El jabón de Nablus (árabe: صابون نابلسي, ṣābūn Nābulsi) es un tipo de jabón de Castilla que se produce únicamente en Nablus, en la Ribera Occidental,  Palestina. Sus principales ingredientes son el aceite de oliva virgen —el principal producto agrícola de la región—, el agua y un compuesto de sodio alcalino. El producto final es de color marfil y casi no tiene olor. Tradicionalmente fabricado por mujeres para uso doméstico, se había convertido en una industria importante para Nablus en el siglo XIV. En 1907, las 30 fábricas de jabón Nabulsi suministraban la mitad del jabón de Palestina. La industria declinó a mediados del siglo XX tras la destrucción causada por el terremoto de Jericó de 1927 y la posterior interrupción de la ocupación militar israelí. En 2008, únicamente dos fábricas de jabón sobreviven en Nablus. La antigua fábrica de jabón Arafat se ha convertido en un Centro de Enriquecimiento del Patrimonio Cultural.

## Historia

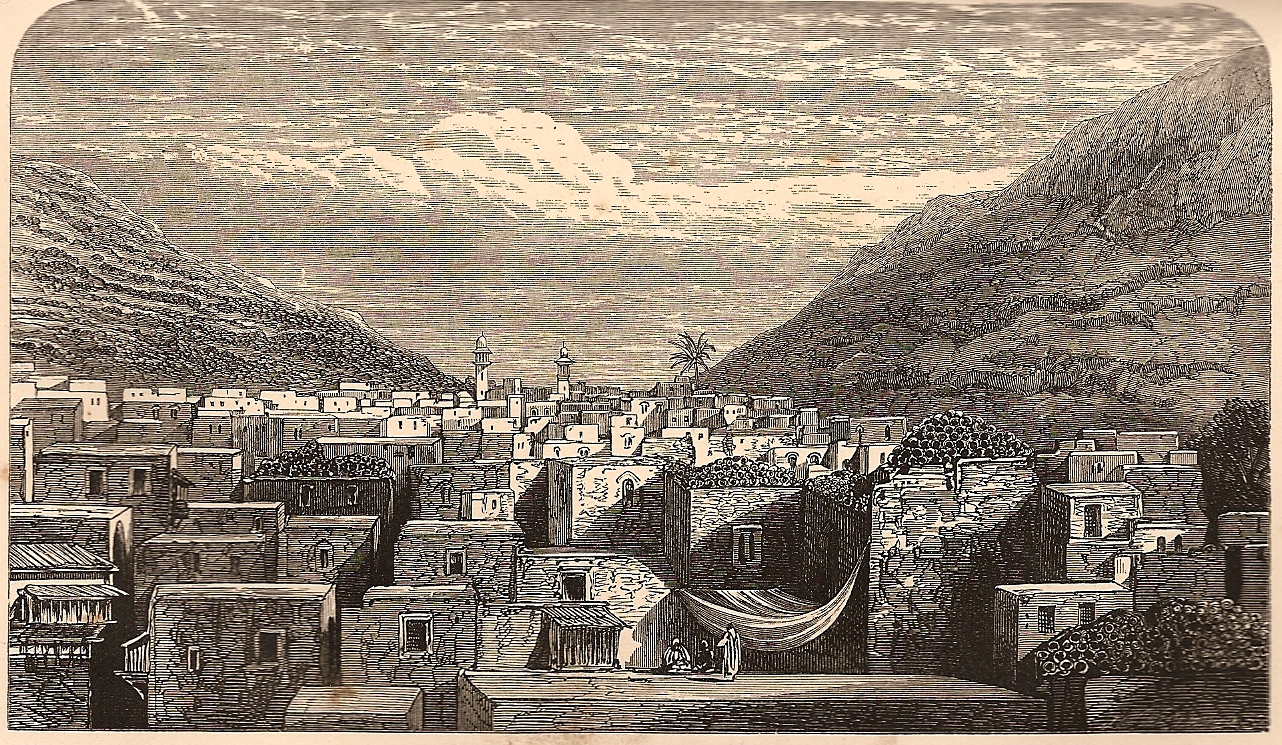
Nablus en el.

El jabón Nabulsi estaba tradicionalmente hecho por las mujeres para uso doméstico, incluso antes de la aparición de pequeñas fábricas de jabón en el siglo X. El comercio con los beduinos era indispensable para la fabricación de jabón, tanto en Nablus como en Hebrón, ya que solamente ellos podían suministrar la soda alcalina (qilw) necesaria para el proceso. En el siglo XIV se había desarrollado una importante industria de fabricación de jabón en Nablus y el jabón, supuestamente apreciado por la reina Isabel I de Inglaterra, se exportaba a todo el Oriente Medio y a Europa.
El siglo XIX vio una gran expansión de la fabricación de jabón en Nablus, que se convirtió en el centro de la producción de jabón en todo el Creciente Fértil. En 1907, las 30 fábricas de la ciudad producían cerca de 5.000 toneladas de jabón Nabulsi al año, más de la mitad de toda la producción de jabón de Palestina. John Bowring escribió sobre el jabón Nabulsi en la década de 1830 que es «muy estimado en el Levante», y Muhammad Kurd Ali, un historiador sirio, escribió en la década de 1930 que «el jabón Nabulsi es el mejor y más famoso jabón de hoy en día porque tiene, al parecer, una cualidad que no se encuentra en otros y el secreto es que no está adulterado y está bien producido».

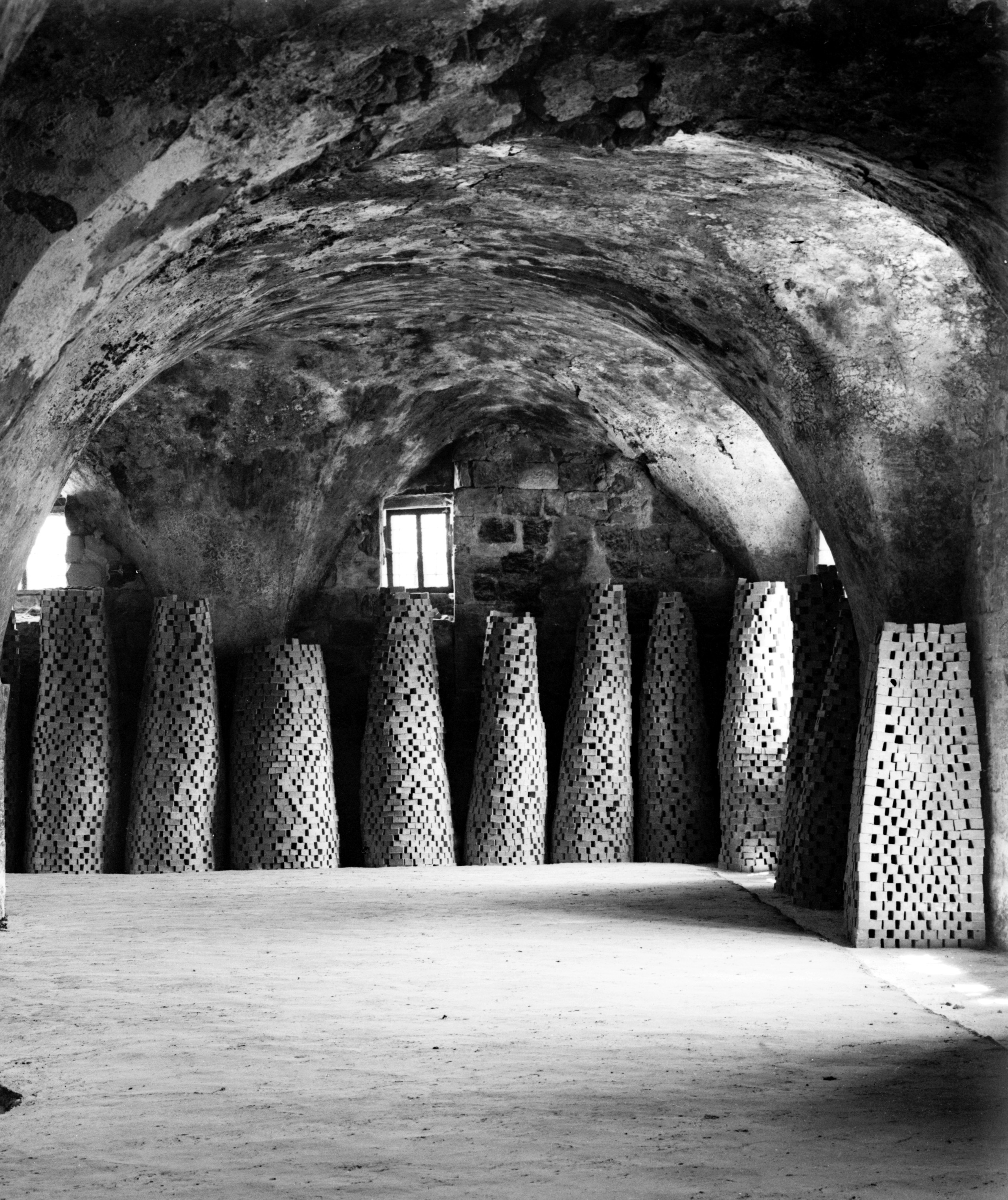
Jabón Nabulsi apilado para secar. Foto tomada entre 1900-1920 por American Colony, Jerusalén.

La industria del jabón en Nablus comenzó a decaer a mediados del siglo XX, causada en parte por los desastres naturales, especialmente el terremoto de 1927 que destruyó gran parte de la Ciudad Vieja de Nablus, y en parte por la ocupación militar israelí. Las incursiones militares israelíes durante la Segunda Intifada destruyeron varias fábricas de jabón en el casco histórico de Nablus. Actualmente varias fábricas de jabón permanecen en Nablus; los productos se venden principalmente en Palestina y en los países árabes, con algunas exportaciones de comercio justo a Europa y otros lugares, con los continuos problemas tanto en la fabricación como en la exportación del jabón. El director general de la fábrica de la familia Touqan comentó en 2008:

Antes del año 2000, nuestra fábrica solía producir 600 toneladas de jabón al año. Debido a los obstáculos físicos y económicos a los que nos enfrentamos ahora por la ocupación israelí —y especialmente los puestos de control— producimos apenas la mitad de esa cantidad hoy en día.

Según la Oficina de Naciones Unidas para la Coordinación de Asuntos Humanitarios, los puestos de control y los bloqueos de carreteras establecidos en toda la Ribera Occidental han creado problemas en el transporte de suministros y materiales hacia y desde las fábricas, además de dificultar el desplazamiento de los trabajadores desde sus casas hasta las fábricas. Sin embargo, el jabón Nabulsi sigue vendiéndose ampliamente en Nablus y en la Ribera Occidental. También se exporta a Jordania, Kuwait y ciudades árabe israelíes como Nazaret.
Considerado un aspecto importante del patrimonio cultural de Nablus, la preservación de la industria jabonera Nabulsi ha sido el centro de varios proyectos locales, incluida la restauración y conversión de la antigua fábrica de jabón de Arafat en un Centro de Enriquecimiento del Patrimonio Cultural. El centro cuenta con instalaciones de investigación y exposición e incluye un pequeño modelo de fábrica de jabón que produce jabón Nabulsi utilizando métodos tradicionales. El Proyecto Hope y otras organizaciones no gubernamentales locales comercializan el jabón en Occidente para recaudar fondos destinados a otros proyectos comunitarios.

## Proceso de producción
Como el jabón de Castilla, los principales ingredientes del jabón Nabulsi son el aceite de oliva virgen, el agua y un compuesto de sodio alcalino. El compuesto se hace mezclando las cenizas en polvo de la planta barrilla (qilw) que crece a lo largo de las orillas del río Jordán con la cal suministrada localmente. El compuesto de sodio se calienta luego con agua y el aceite de oliva en grandes cubas de cobre sobre fosas de fermentación. La solución de agua y el compuesto de sodio se concentra cada vez más en una serie de 40 ciclos repetidos durante ocho días. Durante ese tiempo, una herramienta de madera en forma de remo conocida como dukshab se utiliza para remover el jabón líquido continuamente.

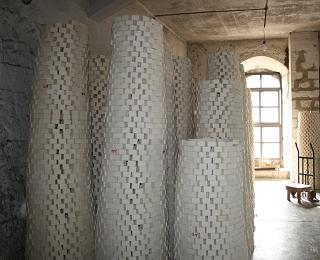
Jabón apilado en la fábrica de Touqan en Nablus en 2008.

El jabón líquido se esparce entonces en marcos de madera para fijarlo. Después de fraguar, se corta en la clásica forma de cubo del jabón Nabulsi y se imprime el sello de la compañía. Los cubos de jabón se someten a un proceso de secado que puede durar de tres meses a un año y consiste en apilarlos en estructuras altas como conos con centros huecos que permiten que el aire circule alrededor de los cubos.
El producto final es de color marfil y casi no tiene olor, —los perfumes nunca se usan en el jabón Nabulsi—. Antes de salir de la fábrica, los cubos individuales que se van a vender localmente se envuelven a mano en papel encerado por un lado. Los cubos que se destinan a la exportación se dejan sin envolver y, por lo general, se envían en sacos rígidos para protegerlos de daños.

## Galería

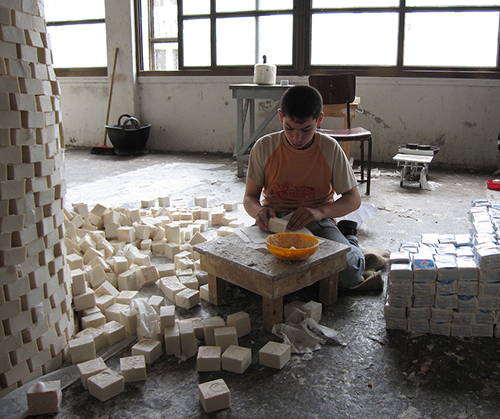
Parte del proceso de producción.
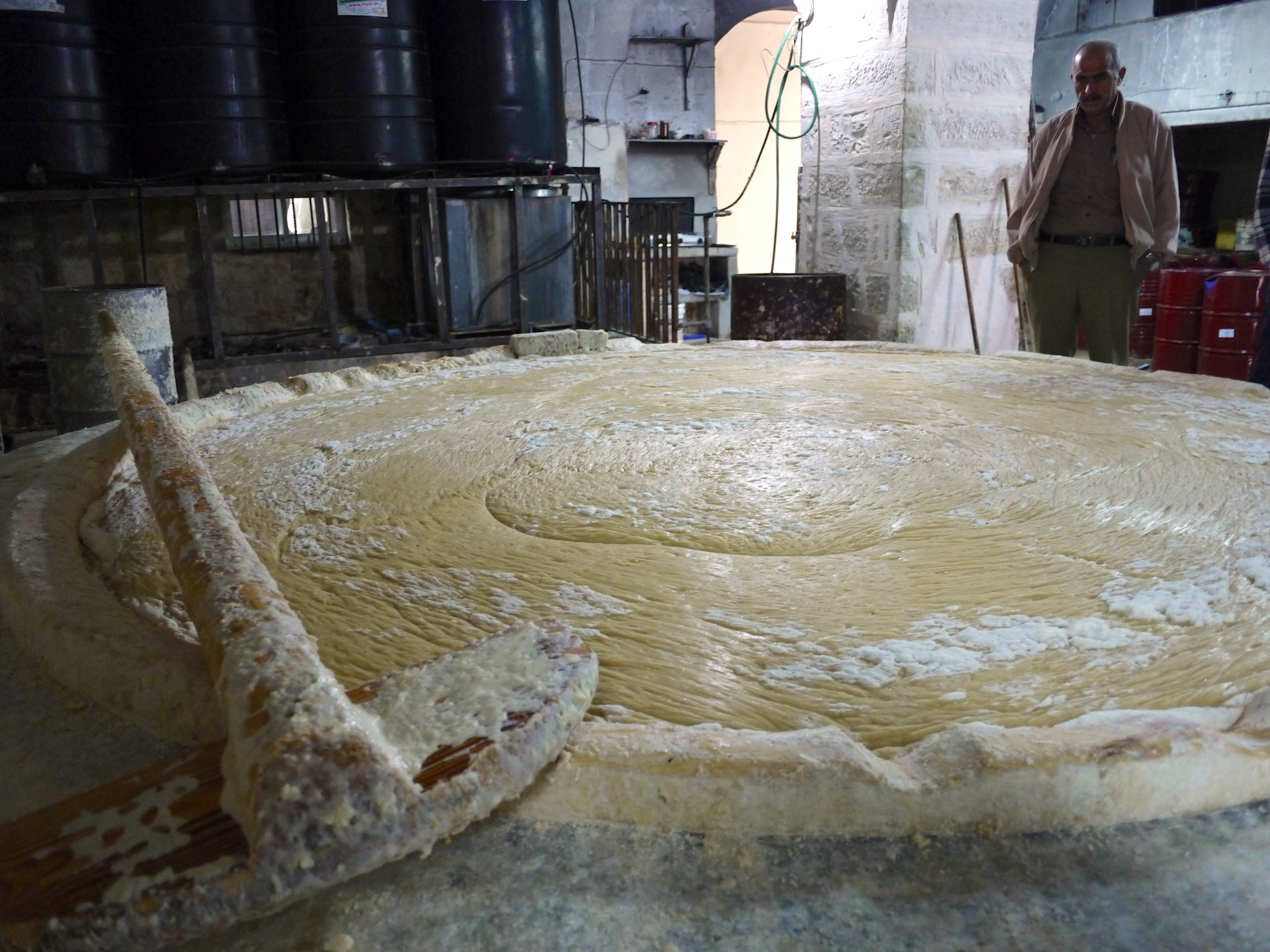
Fotografía de la olla que se utiliza en la fabricación del jabón Nabulsi.
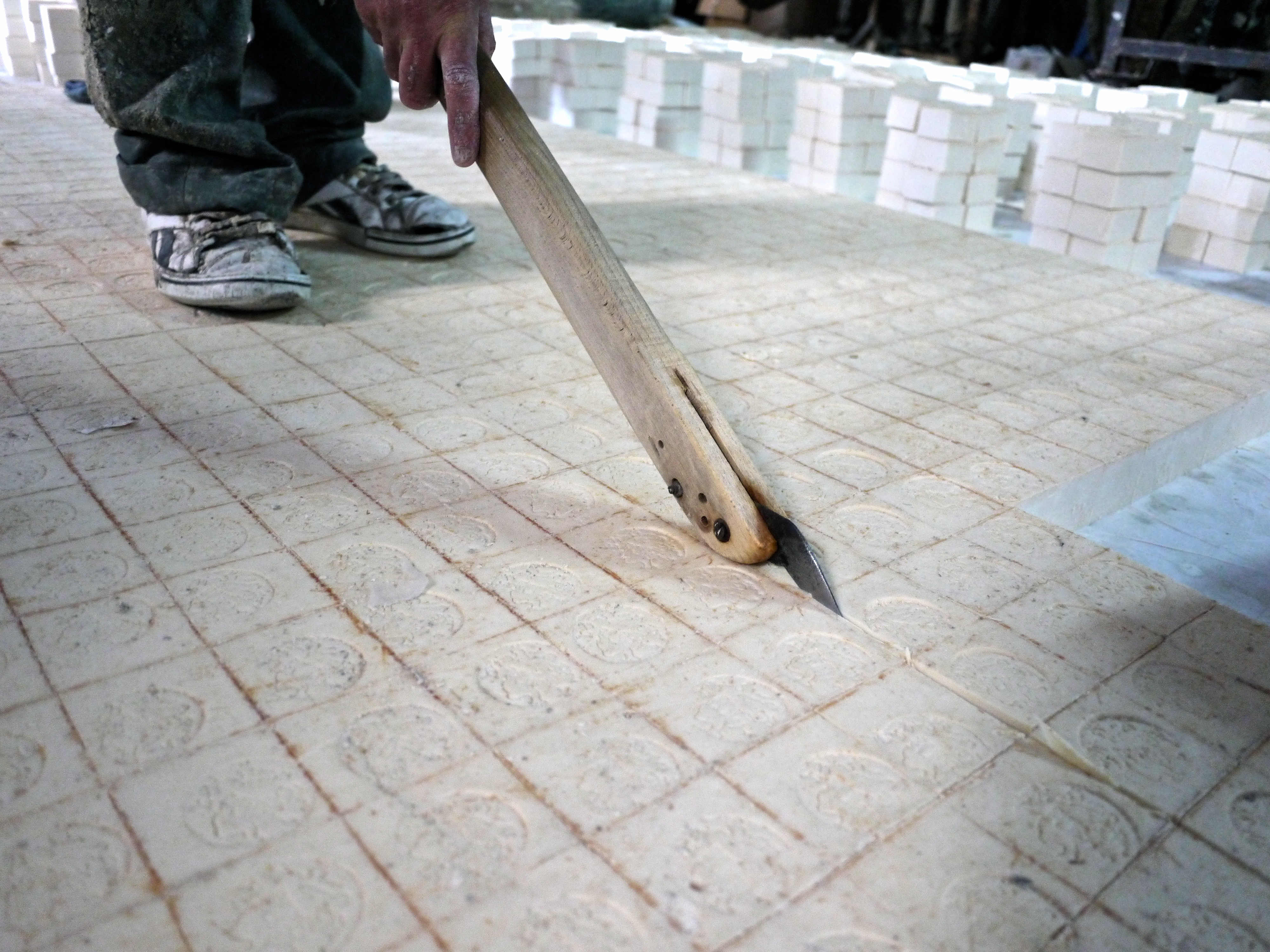
Imagen del proceso de corte.
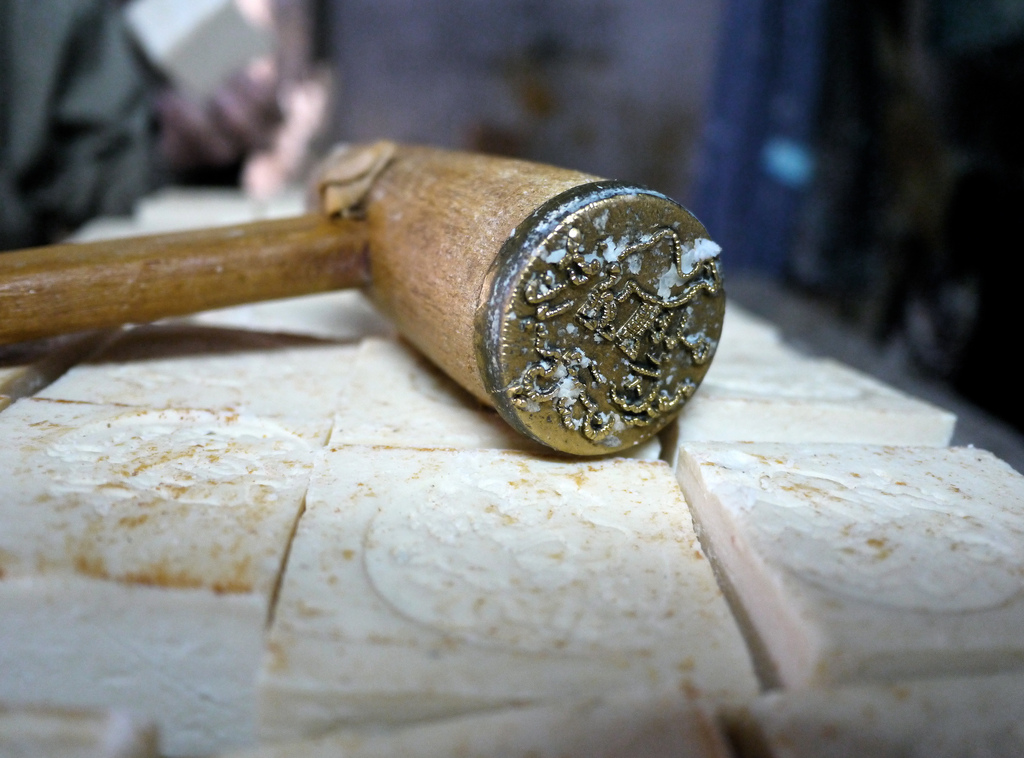
Martillo de madera con el sello de la marca del jabón.